# Batiana
Batiana là một chi bướm đêm thuộc họ Crambidae.